# Flacillula albofrenata
Flacillula albofrenata är en spindelart som först beskrevs av Simon 1905.  Flacillula albofrenata ingår i släktet Flacillula och familjen hoppspindlar. Inga underarter finns listade i Catalogue of Life.